# End of Watch
End of Watch är en amerikansk actionthrillerfilm från 2012 skriven och regisserad av David Ayer. Filmens huvudroller spelas av Jake Gyllenhaal och Michael Peña. Den hade biopremiär i Sverige den 30 november 2012.

## Handling
Filmens handling kretsar kring de två poliskonstaplarna Brian Taylor och Mike Zavala, som under en rutinmässig trafikkontroll, kommer över en bil full med pengar och vapen. I och med detta, så blir de ganska så snabbt utnämnda till hjältar av Los Angeles poliskår, något som dock inte blir så långvarigt. För snart ska de båda poliserna nämligen bli måltavlor för ett helt ökänt brottssyndikat, något som de kanske inte riktigt hade räknat med från allra första början.

## Rollista

### Poliser
| Jake Gyllenhaal  | – Brian Taylor           |
| Michael Peña     | – Miguel "Mike Z" Zavala |
| David Harbour    | – Konstapel Van Hauser   |
| Frank Grillo     | – Sergeant Daniels       |
| Jaime FitzSimons | – Kapten Reese           |
| America Ferrera  | – Konstapel Orozco       |
| Cody Horn        | – Konstapel Davis        |
| Kristy Wu        | – Konstapel Sook         |

### Familj
| Natalie Martinez | – Gabby Zavala |
| Anna Kendrick    | – Janet Taylor |

### Kriminella
| Cle Shaheed Sloan | – "Tre"      |
| Shondrella Avery  | – "Bonita"   |
| Maurice Compte    | – "Big Evil" |
| Richard Cabral    | – "Demon"    |
| Diamonique        | – "Wicked"   |
| Flakiss           | – "La-La"    |